# Bataljon Sparta

Wappen des Bataljon Sparta

Flagge des Bataljon Sparta

Das Bataljon Sparta (deutsch Bataillon Sparta) ist eine militärische Einheit, die bis 31. Dezember 2022 formal der selbstproklamierten Volksrepublik Donezk unterstellt war. Laut Bericht des britischen Militärnachrichtendienstes wurde die Einheit Ende des Jahres 2022 in die Streitkräfte der russischen Föderation eingegliedert. Tatsächlich jedoch wurde die Miliz nach Ansicht des britischen Militärgeheimdienstes und nach Ansicht von Osteuropahistorikern bereits seit dem Jahr 2014 insgeheim von Russland kontrolliert.
Laut Belltower.News vertritt der Verband großrussische Ambitionen und ultranationalistische Ansichten. Das Bataljon hat eine einschlägige Reputation von rücksichtslosen Kriegsverbrechern. Sparta ist seit 2015 mit EU-Sanktionen belegt.

## Symbole
Die Hauptfarben der Flagge des Bataljon Sparta sind der Flagge der Romanow und des Russischen Zarenreiches 1858–1883 entnommen. Laut Belltower.News seien Namen und Logo der Gruppe offenbar vom fiktiven „Orden Sparta“ aus dem Metro-2033-Universum inspiriert und das rote „M“ im Abzeichen fast direkt von dort übernommen worden.

## Geschichte

### Aufstellung

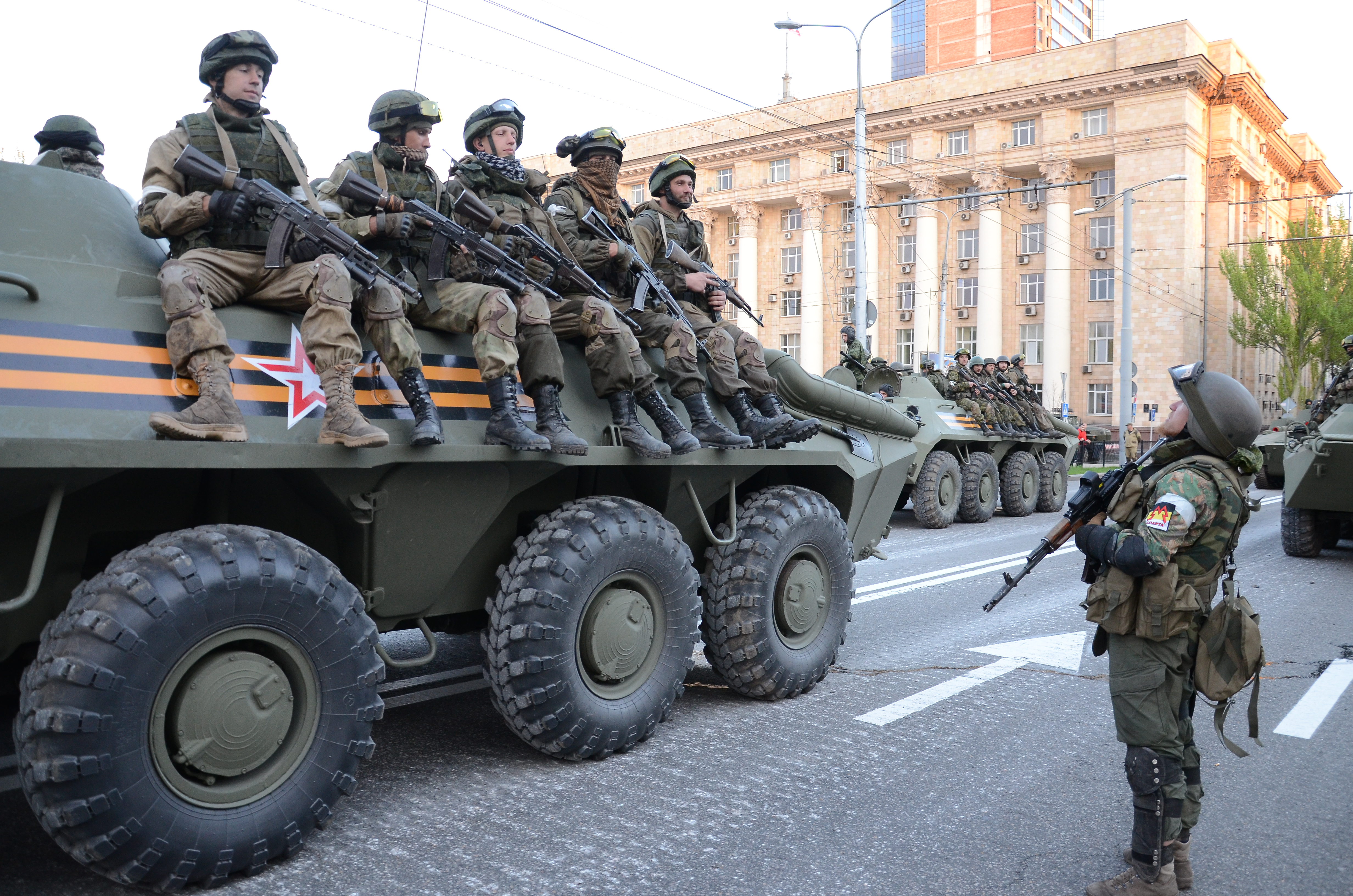
Arsen Pawlow (rechts), der damalige Kommandant der Einheit, mit weiteren Angehörigen des Bataljon Sparta (auf einem BTR-70 sitzend) bei einer Parade zum Tag des Sieges der Sowjetunion über Nazi-Deutschland in Donezk 2015

Das Bataillon wurde aus Freiwilligen geformt, die ehemals in einem von Arsen Pawlow geführten Panzerabwehrtrupp dienten.

### Einsätze
Das Bataillon wurde unter anderem in folgenden Kampfhandlungen im Rahmen des Krieges in der Ukraine eingesetzt:
- 2014 in der Schlacht um Ilowajsk.[7]
- 2015 in der zweiten Schlacht um den Flughafen Donezk.[8]
- 2015 in der Kampf um Debalzewe.[9]
- Im März 2016 in einem Scharmützel bei Dokuchaievsk.[10]
- Im September 2016 wurde die Einheit bei der Niederschlagung eines erwarteten Putsches bei Slavyansk eingesetzt.[11]
- Im Russischen Überfall auf die Ukraine 2022 (Schlacht um Mariupol[12], Kampf um Awdijiwka[13][14], Kampf um Wolnowacha)

## Anführer

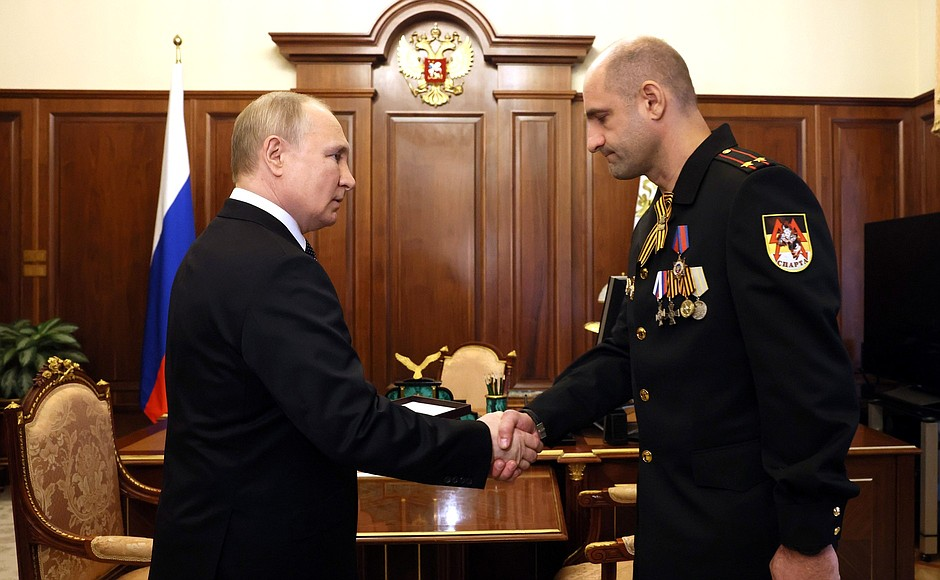
Wladimir Putin übergibt an Artem Schoga im Mai 2022 die posthum an dessen Sohn Wladimir vergebene Auszeichnung Held der Russischen Föderation.

Bekannt wurde sie unter anderem durch ihren ehemaligen Anführer, Arsen Pawlow (1983–2016, Kampfname "Motorola"). Nach dessen Tod bei einem Anschlag wurde die Einheit von Wladimir Schoga (1993–2022) kommandiert, der im Krieg in der Ukraine am 5. März 2022 bei Wolnowacha getötet und tags darauf von Präsident Putin posthum als Held der Russischen Föderation ausgezeichnet wurde. Daraufhin übernahm dessen Vater Artem Schoga das Kommando.

## Kritik
Die Einheit wurde verschiedener Kriegsverbrechen beschuldigt, welche unter anderem in Videos dokumentiert seien.
Nach seinem Tod wurde Wladimir Schoga und das Bataljon Sparta am 6. März 2022 von mehreren Boulevardmedien als neonazistisch bezeichnet, laut Belltower.News allerdings, ohne entsprechende Belege dafür zu liefern. Die Farben der vom Bataljon Sparta verwendete Zarenflagge würden unter anderem auch von der rechtsextremen Russischen Reichsbewegung verwendet. Auch die Partei Die Linke merkte in einer Kleinen Anfrage an die Bundesregierung an, dass die Farben im Logo des Bataljon Sparta denjenigen der Russischen Reichsbewegung gleichen.